# SZG Zutphen
SZG Zutphen (voluit Samenwerkende Zutphense Gymnastiekvereniging geheten) is een gymnastiekvereniging uit de Nederlandse stad Zutphen. 
De vereniging werd in 2001 opgericht als samenwerkingsverband tussen de Zutphense gymnastiekverenigingen Moba, Olympia en Wilhelmina. In 2004 fuseerden de verschillende verenigingen tot de huidige vereniging SZG.
SZG heeft een selectiegroep en een recreatieve afdeling voor gymnastiek en turnen, aerobics, jazzgym, acrogym, en gymnastiek voor ouderen. De vereniging is lid van de KNGU.